# Peter-Jürgen Ely
Peter-Jürgen Ely (* 12. Oktober 1939 in Hamburg) ist ein deutscher Unternehmer und Diplomat.

## Werdegang
Ely absolvierte 1959 in Hamburg das Abitur. Danach studierte er an der Freien Universität Berlin und schloss 1969 sein Studium der Physik mit einem Diplom ab. Im Anschluss wurde er Leiter der Abteilung Medizinische Physik an den Städtischen Kliniken in Kassel. 1981 wurde er medizinisch-technischer Direktor des Misr International Hospital in Kairo. 1989 machte er sich mit der Firma GeTeCo als technischer Berater und Dienstleister selbständig. 1994 wurde er Chefingenieur auf einer Megayacht in Hurghada am Roten Meer. Von 1996 bis 1997 war er Director of Property Operations für Conrad International in Hurghada. Bis Anfang der 2000er Jahre war er als technischer Direktor für TAM Environmental Services auf dem Gebiet der Meerwasserentsalzung tätig.

### Honorarkonsul in Hurghada
Mit der Einrichtung eines Honorarkonsulats der Bundesrepublik Deutschland in Hurghada wurde er 2004 zum Vizehonorarkonsul ernannt. 2014 wurde er vom deutschen Botschafter in Kairo, Michael Bock, verabschiedet. Der nachfolgende Honorarkonsul der Bundesrepublik Deutschland in Hurghada war seitdem der Journalist Dr. Andreas Müller und er war gleichzeitig auch Herausgeber des deutschen Fachmagazins ZukunftBeruf. Noch im selben Jahr der Verabschiedung von Honorarkonsul Ely und Einführung von Honorarkonsul Müller, im Jahr 2014, teilte die Deutsche Botschaft in Kairo mit, dass "Herr Andreas Müller sein Amt als deutscher Honorarkonsul in Hurghada niedergelegt hat." Seitdem (2014) ist das Amt des Honorarkonsuls in Hurghada nicht besetzt. Seit Mitte der 2010er Jahre ist das Amt des Honorarkonsuls in Hurghada bis auf Weiteres nicht besetzt.

## Ehrungen
- 2010: Verdienstkreuz am Bande der Bundesrepublik Deutschland für seine ehrenamtliche Tätigkeit als Honorarkonsul in Hurghada